# Galsuinta
Galsuinta (Galswintha; Reino Visigótico, 540 - Nêustria, 568) foi uma princesa visigoda filha do rei Atanagildo e de Gosuinda. Sua irmã era Brunilda, esposa do rei Sigeberto I da Austrásia.

## Na cultura popular
- O poeta de latim Venâncio Fortunato, escreveu um poema sobre Galsuinta.[3]
- A banda de Symphonic Metal, Leaves' Eyes, compôs uma música sobre a rainha intitulada Galswintha, presente no álbum Symphonies of the Night, de 2013.